# Die Räuber (band)
Die Räuber zijn een Duitse dialectband uit Keulen.

## Bezetting

### Oprichters
- Karl-Heinz Brand (zang, gitaar)
- Kurt Feller (keyboard, zang)
- Nobby Campmann (e-gitaar, mandoline, drums, zang, tot 2007, † 2007)

### Huidige bezetting
- Karl-Heinz Brand (zang, gitaar)
- Torben Klein (zang, basgitaar, sinds 2012)
- Kurt Feller (keyboard, accordeon, zang)
- Wolfgang Bachem (drums, zang, sinds 2001)
- Andreas 'Schrader' Dorn (e-gitaar, akoestische gitaar, zang, sinds 2015)
- Jürgen 'Geppie' Gebhard (e-gitaar, akoestische gitaar, zang, sinds 2015)

## Geschiedenis
De band werd opgericht in 1991 door Karl-Heinz Brand en Kurt Feller. Twee jaar later vervoegde gitarist Norbert Campmann zich bij de band, in 2001 volgde Wolfgang Bachem, in 2007 Matthias Kalenberg en Gino Trovatello. In 2012 verliet Kalenberg de band en werd opgevolgd door Torben Klein. Die Räuber treden overwegend op in Duitsland. Bovendien gaven ze concerten in België, Nederland, Luxemburg, Spanje en Oostenrijk. Ze toerden drie maal door Namibië en traden op in Pennsylvania bij het German Folklore Festival. In september 2006 accepteerde de band een uitnodiging van de New Yorker Funken om deel te nemen aan de German-American Steuben Parade. In mei 2007 overleed Campmann aan de gevolgen van een hartinfarct na een longembolie.
Die Räuber werkten mee aan meer dan 150 radio- en tv-producties en publiceerden tot 2016 tien albums. Ze waren drie keer in de top 100 van de Duitse hitlijsten vertegenwoordigd met de singles Wer hat mir die Rose auf den Hintern tätowiert, Ich habe was, was Du nicht hast en Alles für die Katz, elf weken in de Cologne Charts met hun ballade Kölschen Bloot, waarvan zeven weken op de 1e plaats en met de wals Ding Auge bereikten ze een 2e plaats in de WDR4-luisteraars-hitparade. Hun carnavalshits Sulang die Botz noch hält (2006) en Was wär'n die Männer ohne Weiber? (2007) werden winnaar in de Belgische hitparade van BRF2. Ze kregen drie keer de Närrische Oskar van de Keulse EXPRESS en werden door het ZDF met het Kölsche Hätz gedecoreerd voor hun verdiensten voor de carnaval. Na het carnavalsseizoen 2014/2015 verliet Gino Trovatello de band. In augustus 2015 voegden Andreas 'Schrader' Dorn en Jürgen 'Geppie' Gebhard zich bij de band.

## Discografie

### Albums
- 1993: Wenn et Trömmelche jeit
- 1995: Echt Kölsch
- 1996: Dat es ene Hammer
- 1998: Kölsches Bloot
- 2001: Achtung Räuber
- 2003: Laach doch ens
- 2005: Sulang die Botz noch hält
- 2009: À la Carte
- 2012: Kölle alaaf You
- 2016: Dat es Heimat
- 2017: Welthits op Kölsch – live

### Singles
- 2001: Alles für die Katz
- 2003: Und sie war nicht viel älter als 18 Jahr
- 2005: Allah, sei mir gnädig
- 2007: Was wärn die Männer ohne Weiber?
- 2007: Eine Nacht (ist mir zu wenig)
- 2011: Wunderbar (Der Hochzeitswalzer)